# Austrarchaea hickmani
Austrarchaea hickmani is een spinnensoort uit de familie Archaeidae. De soort komt voor in Victoria.